# Anoda pristina
Anoda pristina är en malvaväxtart som beskrevs av P.A. Fryxell. Anoda pristina ingår i släktet glansmalvor, och familjen malvaväxter. Inga underarter finns listade i Catalogue of Life.